# Liste der türkischen Botschafter in Indien
Die Botschaft befindet sich in Chanakyapuri, Neu-Delhi.
Der Botschafter in Neu-Delhi ist regelmäßig auch in Kathmandu und Malé akkreditiert.
Das Hauptgebäude der Botschaftskanzlei wurde 1983 erstellt und 2010 für den Konsularbereich erweitert. Die türkische Regierung erwarb 1959 die Residenz des Botschafters, die im Kolonialstil errichtet worden war.
| Ernannt / Akkreditiert: | Botschafter          | Bemerkungen                                        | Regierung in der Türkei | Regierung in Indien  | Posten verlassen |
| ----------------------- | -------------------- | -------------------------------------------------- | ----------------------- | -------------------- | ---------------- |
| 8. Juli 1948            | Ali Türkgeldi        |                                                    | Hasan Saka              | Jawaharlal Nehru     | 4. Mai 1951      |
| 21. März 1953           | Numan Tahir Seymen   |                                                    | Adnan Menderes          | Jawaharlal Nehru     | 13. Juli 1955    |
| 20. Aug. 1957           | Kadri Rızan          |                                                    | Adnan Menderes          | Jawaharlal Nehru     | 1. Nov. 1960     |
| 15. Nov. 1960           | Necdet Kent          |                                                    | Cemal Gürsel            | Jawaharlal Nehru     | 20. Aug. 1962    |
| 6. Nov. 1962            | Seyfullah Esin       |                                                    | İsmet İnönü             | Jawaharlal Nehru     | 22. Juni 1965    |
| 9. Aug. 1965            | Fikret Belbez        |                                                    | Suad Hayri Ürgüplü      | Lal Bahadur Shastri  | 7. Dez. 1966     |
| 14. März 1967           | Osman Olcay          |                                                    | Suad Hayri Ürgüplü      | Indira Gandhi        | 10. Jan. 1969    |
| 2. Sep. 1969            | Mahmut Dikerdem      |                                                    | Suad Hayri Ürgüplü      | Indira Gandhi        | 9. Jan. 1972     |
| 26. Feb. 1972           | Gündoğdu Üstün       |                                                    | Ferit Melen             | Indira Gandhi        | 30. Sep. 1976    |
| 4. Okt. 1976            | Oktay Işçen          |                                                    | Süleyman Demirel        | Indira Gandhi        | 16. Dez. 1979    |
| 26. Feb. 1980           | Ali Hikmet Alp       |                                                    | Bülent Ulusu            | Indira Gandhi        | 16. Nov. 1983    |
| 30. Nov. 1983           | İldeniz Divanlıoğlu  |                                                    | Turgut Özal             | Indira Gandhi        | 23. Mai 1987     |
| 4. Juni 1987            | T. Yalım Eralp       |                                                    | Turgut Özal             | Rajiv Gandhi         | 27. Juli 1991    |
| 1. Nov. 1991            | Murat Sungar         |                                                    | Ahmet Mesut Yılmaz      | P. V. Narasimha Rao  | 16. Sep. 1995    |
| 26. Nov. 1995           | Sami Cansel Onaran   |                                                    | Tansu Çiller            | P. V. Narasimha Rao  | 17. Dez. 1997    |
| 6. Jan. 1998            | Yusuf Buluç          |                                                    | Mesut Yılmaz            | Atal Bihari Vajpayee | 16. Dez. 2001    |
| 31. Dez. 2001           | Hasan Göğüş          |                                                    | Bülent Ecevit           | Atal Bihari Vajpayee | 17. Jan. 2006    |
| 1. Feb. 2006            | Halil Akıncı         |                                                    | Recep Tayyip Erdoğan    | Manmohan Singh       | 30. Apr. 2008    |
| 4. Mai 2008             | Mehmet Levent Bilman | [ 1 ]                                              | Recep Tayyip Erdoğan    | Manmohan Singh       | 4. Feb. 2011     |
| 5. Aug. 2011            | Burak Akcapar        | (* 1967 in Istanbul) 12. August 2011: akkreditiert | Recep Tayyip Erdoğan    | Manmohan Singh       |                  |